# Жељко Јовић
Жељко Јовић (Београд, 9. јануар 1974) је српски дипломата и политиколог. Тренутни је амбасадор Србије у Софији (Република Бугарска). Звање дипломирани политиколог за међународне односе је стекао 1999. године након завршетка основних студија на смеру Међународни односи Факултета политичких наука у Београду. На истом смеру је наставио и последипломске студије које је завршио 2006. и стекао је звање магистра политичких наука. Одмах је уписао и докторске студије које је похађао до 2012. када је и докторирао политичке науке. Изјашњава се као Србин православне вероисповести. Ожењен је и има два сина.

## Научно-истраживачки рад
Бави се и научним радом па је тако 2011. био коаутор књиге „Мултилатерални видови сарадње у југоисточној Европи у области спречавања еколошких катастрофа и сузбијања екотероризма”. Године 2013. је био коаутор књиге „Безбедносни изазови Западног Балкана у европским интеграцијама” и аутор дела „Еколошки тероризам - могућност појаве и развоја радикалних еколошких идеологија на подручју Републике Србије и утицаја истих на укупан међународни положај државе” и „Еколошка криза: настанак, генеза и последице”. Године 2017. објављује још два рада на тему енергетике на Косову и Метохији. То су радови „Енергетска безбедност Косова и Метохије” и „Енергетски аспект бриселских преговора”.

## Каријера дипломате и безбедносног стручњака
Дипломатски и политички ангажман је почео 1999. године. Целу другу половину те године је био волонтер Комитета за сарадњу са УНМИК-ом у Приштини Министарства иностраних послова СРЈ у оквиру тадашњег Привременог извршног већа Косова и Метохије. Од 2003. до 2013. је радио у БИА. Од 2010. до 2013. је био предавач на курсевима Образовно-истраживачког центра Безбедносно-информативне агенције. Потом је годину дана био у Министарству спољних послова Републике Србије на месту начелника Одељења за аналитику и подршку спољнополитичком планирању у рангу амбасадора. Од 2014. до 2019. је био заменик директора Канцеларије за Косово и Метохију Републике Србије Марка Ђурића. У међувремену је од 2014. до 2016. био члан Комисије за доделу годишње награде у области друштвено-хуманистичкуих наука Скупштине Града Београда. Од 2013. је предавач на Дипломатској академији Министарства спољних послова Републике Србије где је и координатор изборног курса Безбедност у савременим међународним односима у оквиру кога предаје предмете: Савремени безбедносни изазови, ризици и претње безбедности и Енергетска и еколошка безбедност. У оквиру изборног курса Међународни односи предаје предмет Савремена кризна жаришта. Од 2013. је и професор струковних студија на предмету Еколошка и енергетска безбедност на Академији за националну безбедност Републике Србије. Од 2016. године је и доцент на истом предмету.
У октобру 2019. године је постављен за амбасадора у Бугарској.